# (605911) Cecily
(605911) Cecily est un astéroïde Amor d'environ 500 m de diamètre.